# Figueira das Naus
Figueira das Naus es una localidad caboverdiana del municipio de Santa Catarina.

## Geografía
La localidad está situada en la isla de Santiago.

## Organización territorial
La localidad abarca los lugares y barrios de:
- Achada da Água
- Achada Hilário
- Achada Nho Marco
- Achadinha
- Bole
- Cabeça Bole
- Cachéu
- Chã de Cuba
- Chã de Curral
- Chã de Lagoa
- Chão de Pinto
- Covão Baixo
- Cruz
- Curral de Cabra
- Cutelo Moreira
- Feital
- Figueira das Naus
- Figueira Mesa
- Ganchumba
- Marmulano
- Monte Feital
- Pedra Branco
- Ponta Poço
- Rufeu